# Стаевци
Стаевци (болг. Стаевци) — село в Болгарии. Находится в Добричской области, входит в общину Шабла. Население составляет 9 человек.

## Политическая ситуация
В местном кметстве Дуранкулак, в состав которого входит Стаевци, должность кмета (старосты) исполняет Зюмбюл Ангелов Медаров (Земледельческий народный союз (ЗНС)) по результатам выборов правления кметства.
Кмет (мэр) общины Шабла — Красимир Любенов Крыстев (Граждане за европейское развитие Болгарии (ГЕРБ)) по результатам выборов в правление общины.